# 第一光学
第一光学（だいいちこうがく、Daiichi Kogaku K.K. ）は日本にかつて存在したカメラメーカーである。
当初は岡田光学精機（Okada Optical Industrial Co., Ltd. ）という名称で、戦前からワルタックスというスプリングカメラを製造していた。1951年（昭和26年）から会社名を第一光学に変更し、ゼノビアというブランドを使い始めた。スプリングカメラ、二眼レフカメラ、35mmカメラを製造し、いずれも当時の日本製品としては良質で、中堅メーカーとして評価されていた。1956年に破綻しゼノビア光学（Zenobia Kogaku K.K. ）に社名変更して再建したが、1958年に再度破綻した。

## 製品一覧

### 120フィルム使用カメラ

#### スプリングカメラ
当初ワルタックスブランド、後にゼノビアブランドになっている。6×4.5cm判。
- ワルタックスI（Waltax I ） - コンパー型シャッターにテッサー型レンズを装着し1941年の公定価格は小西六写真工業（コニカを経て現コニカミノルタ）製セミパールの倍近いという高級指向のカメラであった[2]。
- ワルタックスII（Waltax II 、1947年発売） - フィルムの自動巻止め機構を装備した[2]。
- スーパーワルタックス - スーパーイコンタのようにドレーカイル式連動距離計を装備したが発売されたかは不明[2]。
- ワルタックスジュニア - ワルタックスシニアと同時発売[2]。たすきがネッター型になった普及型ながらレンズはテッサー型のビオコレックスを装備して丈夫なカメラであった[2]。
- ワルタックスシニア - ワルタックスジュニアと同時発売された高級型[2]。
- ゼノビアCI（1951年発売） - ワルタックスシニアの後継型[2]。シャッターはダイイチラピッド[2]。
- ゼノビアCII（1951年発売） - シャッターがセイコーシャラピッドになった[2]。
- ゼノビアPI
- ゼノビアPII
- ゼノビアRI（1953年発売） - 単独距離計付き。
- ゼノビアRII（1953年発売） - 単独距離計付き。
- ゼノビアHII（1953年発売） - 焦点調節がヘリコイド式になった[2]。
- ゼノビアSR（1955年4月発売） - フィルム送りは赤窓式[2]。レンズはネオヘスパー75mmF3.5[2]。シャッターはコパルMX、B・1−1/300秒[2]。長年築いてきた技術が結集しバランスの取れた丈夫な作りで、各部分も円滑に作動する[2]。

#### 二眼レフカメラ
二眼レフカメラのブームを表して「AからZまでの二眼レフが揃っていた」と言われることがあるが、Zで始まる二眼レフカメラブランドはゼノビアフレックスのみである。6×6cm判。
- ゼノビアフレックスI（Zenobiaflex I 、1953年発売[4]） - フィルム送りは赤窓式[4]。レンズは自製の4枚構成ネオヘスパー75mmF3.5[4]。シャッターは自社製コンパー型のダイイチラピッド[4]。フィルム送りは赤窓式。
- ゼノビアフレックスII（Zenobiaflex II 、1954年発売[4]） - セミオートマットになった[4]。レンズはネオヘスパー77.5mmF3.5[4]。ファインダーレンズがビューヘスパーF3.2と少し明るくなった[4]。
- ゼノビアフレックスFII（Zenobiaflex FII 、1957年発売） - 基本的にゼノビアフレックスIIと同じだがシャッター名がゼノビアラピッドになって価格が引き下げられた[4]。
- ゼノビアフレックスオートマット（Zenobiaflex Automat 、1957年発売） - オートマットになり、レバー巻き上げ。レンズはネオネスパー75mmF3.5[4]、シャッターはゼノビアMX[4]。

### 135フィルム使用カメラ
- ゼノビア35F2付き（1958年7月[3]発売） - これがこの会社の最終製品になった[3]。

### ミゼットフィルム使用カメラ
- コルト（Kolt 、1950年前後）